# Adam Forshaw
Adam Forshaw (Liverpool, 8 oktober 1991) is een Engels voetballer die bij voorkeur als centrale middenvelder speelt. Hij tekende in 2018 bij Leeds United, dat hem overnam van Middlesbrough.

## Clubcarrière
Forshaw genoot zijn jeugdopleiding bij Everton, de op een na grootste voetbalclub uit zijn geboortestad Liverpool. Op 9 april 2011 debuteerde hij in de Premier League tegen Wolverhampton Wanderers. Hij verving na 83 minuten de Rus Dinijar Biljaletdinov. In 2012 nam Brentford hem over na een succesvolle huurdeal. Twee jaar later trok hij naar Wigan Athletic. In januari 2015 werd het jeugdproduct van Everton verkocht aan Middlesbrough, waar hij zijn handtekening zette onder een contract tot medio 2018. Op 31 januari 2015 debuteerde hij tegen zijn ex-club Brentford. In 2016 promoveerde Forshaw met Middlesbrough naar de Premier League. Het optreden in de Premier League bleef beperkt tot één seizoen. In 2018 transfereerde hij naar Leeds United, waarmee hij in 2020 kampioen van de Championship werd en opnieuw in de Premier League kwam te spelen.

## Erelijst
Leeds United
- Kampioen Championship

2019/20